# Halowe Mistrzostwa Europy w Lekkoatletyce 1982 – bieg na 1500 m kobiet
Bieg na 1500 metrów kobiet – jedna z konkurencji biegowych rozgrywanych podczas halowych lekkoatletycznych mistrzostw Europy w Palasport di San Siro w Mediolanie. Rozegrano od razu bieg finałowy 7 marca 1982. Zwyciężyła reprezentantka Włoch Gabriella Dorio. Tytułu zdobytego na poprzednich mistrzostwach nie broniła Agnese Possamai z Włoch.

## Rezultaty

### Finał
Rozegrano od razu bieg finałowy, w którym wzięło udział 9 biegaczek.
Opracowano na podstawie materiału źródłowego.
| Miejsce | Zawodniczka         | Czas    | Uwagi |
| ------- | ------------------- | ------- | ----- |
| 1       | Gabriella Dorio     | 4:04,01 | NR    |
| 2       | Brigitte Kraus      | 4:04,22 |       |
| 3       | Beate Liebich       | 4:06,70 | NR    |
| 4       | Weseła Jacinska     | 4:11,75 |       |
| 5       | Nadieżda Rałłdigina | 4:12,66 |       |
| 6       | Natalja Boborowa    | 4:14,28 |       |
| 7       | Elise Wattendorf    | 4:20,04 |       |
| 8       | Rossella Gramola    | 4:20,79 |       |
| 9       | Totka Petrowa       | 4:25,33 |       |